# Adrien Brody
Adrien Nicholas Brody, född 14 april 1973 i Queens i New York, är en amerikansk skådespelare och producent. Brody är bland annat känd för den Oscarbelönade rollen som Władysław Szpilman i filmen The Pianist (2002). Vid Oscarsgalan 2025 vann han en andra Oscar, för huvudrollen i Brutalisten.

## Biografi

### Uppväxt
Adrien Brody föddes i Queens i New York. Hans far Elliot Brody är en pensionerad historielärare och hans mor Sylvia Plachy är bildjournalist. Brodys far är jude och hans mor, som föddes i Ungern, uppfostrades som katolik trots att Brodys mormor också var judinna. Brody gick på Fiorello H. LaGuardia High School of Music & Art and Performing Arts i New York, scenskolan som utgjorde inspirationen för TV-serien Fame. Hans föräldrar skrev in honom på dramaklasser för att distansera honom från personer som hade dåligt inflytande över honom.
År 1992 blev Brody svårt skadad i en motorcykelolycka där han flög över en bil och med fötterna rakt ner i trottoaren. Hans konvalescens tog flera månader.

### Karriär

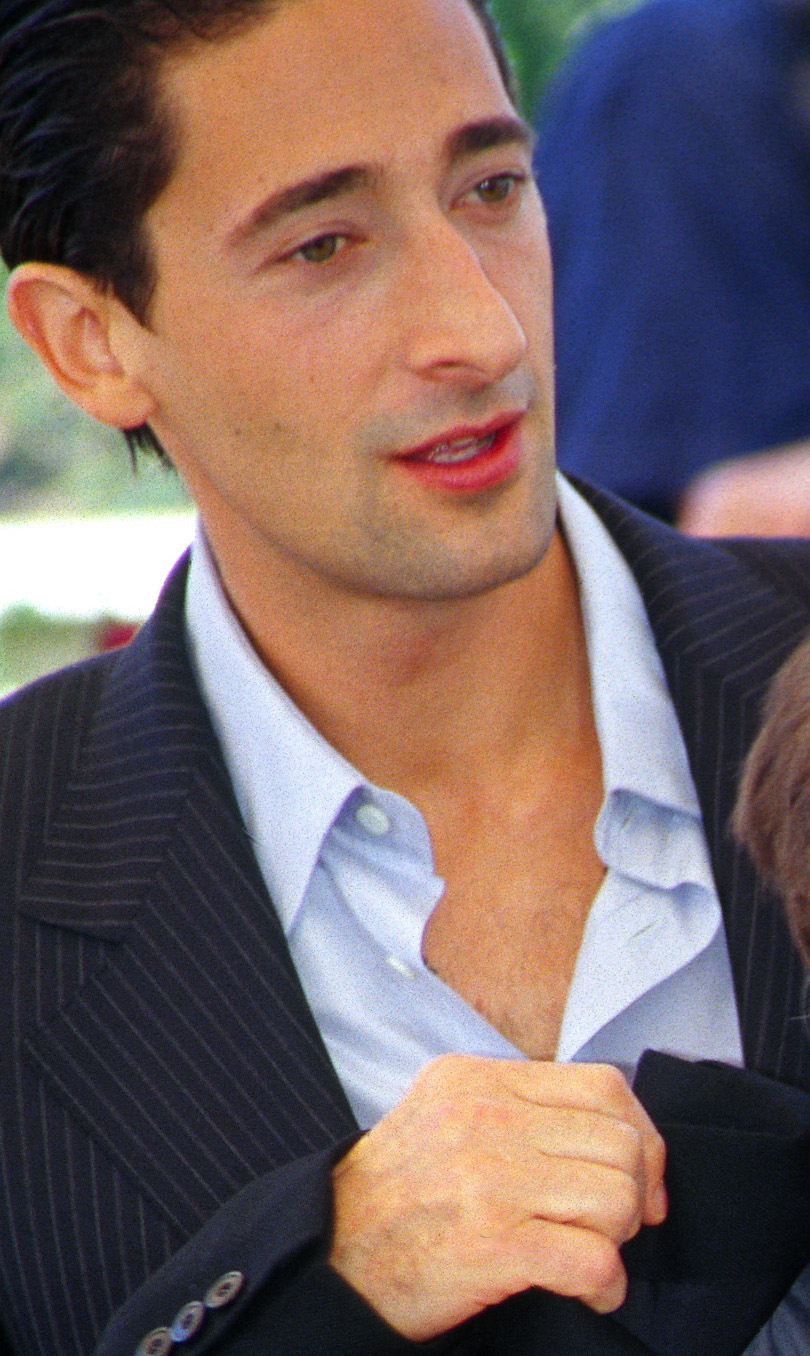
Adrien Brody 2002.

Brody började sin karriär redan på American Academy of Dramatic Arts (AADA i Los Angeles. Efter det spelade han i Den tunna röda linjen, men blev till stor del bortklippt. Efter hans senare arbete med Spike Lee och Barry Levinson slog han initialt inte igenom. Vändningen kom när Roman Polanski ringde upp honom och ville att han skulle spela en roll som en judisk pianist i nazistockuperade Warszawa. För att förbereda sig inför rollen drog sig Brody tillbaka i flera månader, sålde sin lägenhet och sin bil, lärde sig att spela Chopin på piano och gick dessutom ner 13 kg i vikt.
Han fick på grund av sin skådespelarinsats och en trovärdig brytning en Oscar för bästa manliga skådespelare 2003 för The Pianist. Han är därmed den yngsta manliga skådespelaren någonsin att vinna det priset.
Genom hela sin karriär har Brody blivit jämförd med Al Pacino och Marlon Brando på grund av sitt unika utseende och sin method acting. Han är också känd för den kyss han gav Halle Berry efter att ha vunnit sin Oscar och som talesman för modemärket Zegna. 
Brody gästade Saturday Night Live den 10 maj 2003, men blev förbjuden att komma tillbaka efter att ha improviserat introduktionen till gästartisten Sean Paul. Programmets producent Lorne Michaels är känd för att ogilla improvisationer. Andra TV-framträdanden inkluderar The Today Show och Punk'd där han blev lurad av Ashton Kutcher.
Efter The Pianist har Brody bland annat gestaltat mycket olika roller. Han spelade exempelvis Noah Percy, en mentalt handikappad man i M. Night Shyamalans The Village, krigsveteranen Jack Starks i The Jacket och pjäsförfattaren Jack Driscoll i Peter Jacksons nyinspelning av King Kong. Några kritiker menar att Brodys val av roller inte speglar en tillräcklig mognad för en Oscarvinnare, medan Brody själv sagt att han valt roller som "sett roliga ut".
Den 5 januari 2006 bekräftade Brody spekulationerna om att han verkligen var intresserad att spela rollen som Jokern i uppföljaren till Batman Begins. Christopher Nolan och Warner Bros. valde däremot att ge rollen till Oscarnominerade Heath Ledger.
Brody spelar huvudrollen i filmen Predators. Han porträtterar en legosoldat som kämpar för att hålla sitt team vid liv när de jagas av utomjordingar. Nimrod Antal regisserade filmen som spelades in på Hawaii och i Austin. Filmen hade premiär den 9 juli 2010.
År 2024 spelade Brody huvudrollen som László Tóth i Brady Corbets dramafilm Brutalisten. Filmen blev hyllad och Brody tilldelades flera priser, bland annat en Golden Globe Award för bästa manliga huvudroll – drama och en Oscar för bästa manliga huvudroll.

## Filmografi i urval
- 1988 – Home at Last
- 1989 – New York Stories
- 1991 – The Boy Who Cried Bitch
- 1993 – King of the Hill
- 1993 – Angels in the Outfield
- 1994 – Jailbreakers
- 1994 – Nothing to Lose
- 1996 – Solo
- 1996 – Bullet
- 1996 – The Last Time I Committed Suicide
- 1997 – Six Ways to Sunday
- 1998 – Den tunna röda linjen
- 1998 – The Undertaker's Wedding
- 1998 – Restaurant
- 1998 – Oxygen
- 1999 – Liberty Heights
- 1999 – Summer of Sam
- 1999 – Bread and Roses
- 2000 – Harrison's Flowers
- 2000 – The Affair of the Necklace
- 2001 – Love the Hard Way
- 2001 – Dummy
- 2002 – The Pianist
- 2003 – The Singing Detective
- 2004 – The Village
- 2005 – The Jacket
- 2005 – King Kong
- 2006 – Hollywoodland
- 2006 – The Tehuacan Project
- 2006 – Truth, Justice, and the American Way
- 2007 – Manolete
- 2007 – The Darjeeling Limited
- 2007 – The Brothers Bloom
- 2008 – Cadillac Records
- 2008 – Splice
- 2009 – Giallo
- 2009 – Den fantastiska räven
- 2010 – High School
- 2010 – The Experiment
- 2010 – Predators
- 2011 – Wrecked
- 2011 – Detachment
- 2011 – Midnatt i Paris
- 2013 – Third Person
- 2014 – The Grand Budapest Hotel
- 2014 – American Heist
- 2014 – Houdini
- 2014 – Backtrack
- 2015 – Dragon Blade
- 2023 – Asteroid City
- 2024 – Brutalisten

## Eftermäle
Asteroiden 9974 Brody är uppkallad efter honom.